# بوريس أفروخ
بوريس أفروخ (بالعبرية: בוריס ליאונידוביץ' אברוך) (بالروسية: Борис Леонидович Аврух)، ولد في العاشر من فبراير سنة 1978 في كراغندي بكازاخستان، هو أستاذ دولي كبير عبري في لعبة الشطرنج من أصول كازاخية.

## مسيرته
فاز أفروخ في طولة العالم تحت سن 12 في عام 1990.
ومثل الكيان الصهيوني ست مرات في أولمبياد الشطرنج:
- في عام 1998، في أولمبياد إيليستا، رقعة الشطرنج الاحتياطية الثانية: +7 -1 = 2
- في عام 2000، في أولمبياد إسطنبول، رقعة الشطرنج الثالثة: +5 -2 = 4
- في عام 2002، في أولمبياد بليد، رقعة الشطرنج الاحتياطية الأولى: +3 -1 = 3
- في عام 2004، في أولمبياد كالفيا، رقعة الشطرنج الرابعة: +5 -0 = 5
- في عام 2006، في أولمبياد تورينو، رقعة الشطرنج الرابعة: +6 -1 = 3
- في عام 2008، في أولمبياد دريسدن، رقعة الشطرنج الثانية والثالثة: +2 -2 = 4

## روابط خارجية
- بوريس أفروخ على موقع الاتحاد الدولي للشطرنج (الإنجليزية)
- بوريس أفروخ على موقع مباريات الشطرنج (الإنجليزية)
- بوريس أفروخ على موقع 365Chess.com (الإنجليزية)
- بوريس أفروخ على موقع Chesstempo.com (الإنجليزية)
- بوريس أفروخ على موقع الاتحاد الأمريكي للشطرنج (الإنجليزية)
- بوريس أفروخ سجل أولمبياد الشطرنج على موقع OlimpBase.org (الإنجليزية)